# Mečichov
Mečichov je obec v okrese Strakonice v Jihočeském kraji. Žije zde 285 obyvatel.

## Historie
První písemná zmínka o obci pochází z roku 1539.

## Obyvatelstvo
| Rok            | 1869 | 1880 | 1890 | 1900 | 1910 | 1921 | 1930 | 1950 | 1961 | 1970 | 1980 | 1991 | 2001 | 2011 | 2021 |
| -------------- | ---- | ---- | ---- | ---- | ---- | ---- | ---- | ---- | ---- | ---- | ---- | ---- | ---- | ---- | ---- |
| Počet obyvatel | 511  | 580  | 555  | 551  | 542  | 565  | 509  | 400  | 379  | 335  | 330  | 283  | 246  | 249  | 272  |
| Počet domů     | 74   | 83   | 95   | 99   | 104  | 104  | 104  | 108  | 101  | 91   | 90   | 106  | 106  | 113  | 119  |

## Obecní správa
V letech 1850–1878 a od 1. ledna 1976 do 23. listopadu 1990 k obci patřil Hlupín.

### Obecní symboly
Znak a vlajka byly obci uděleny rozhodnutím předsedy Poslanecké sněmovny Parlamentu České republiky dne 10. září 2021.

## Pamětihodnosti
- Kaple svatého Vojtěcha na návsi
- Svatá trojice (2 km za vesnicí), zde leží i údajný hrob obětí morové epidemie
- Památník padlých za druhé světové války